# كامارا جيمس
كامارا جيمس (بالإنجليزية: Kamara James)‏ هي مبارزة بالسيف أمريكية، ولدت في 23 نوفمبر 1984 في كينغستون في جامايكا، وتوفيت في 20 سبتمبر 2014 في موديستو في الولايات المتحدة.

## وصلات خارجية
- كامارا جيمس على موقع الاتحاد الدولي للمبارزة (الإنجليزية)
- كامارا جيمس على موقع أوليمبيديا (الإنجليزية)